# Эстония (Алтайский край)
Эсто́ния — село в Шипуновском районе Алтайского края. Входит в состав Ельцовского сельсовета.

## История
Основано в 1899 году. В 1928 году посёлок состоял из 84 хозяйств, основное население — эстонцы. В административном отношении являлся центром Эстонского сельсовета Покровского района Рубцовского округа Сибирского края..

## Население
| 1926 | 1997 | 1998 | 1999 | 2000 | 2001 |
| ---- | ---- | ---- | ---- | ---- | ---- |
| 448  | ↘200 | ↘190 | ↘184 | ↗191 | ↗196 |
| 2002 | 2003 | 2004 | 2005 | 2006 | 2007 |
| ↘180 | →180 | ↘169 | ↘168 | →168 | ↘160 |
| 2008 | 2009 | 2010 | 2011 | 2012 | 2013 |
| ↘148 | ↘131 | ↘93  | ↗97  | ↘87  | ↘85  |

### Национальный состав
Согласно результатам переписи 2002 года, в национальной структуре населения русские составляли 89 %.